# Johann Westphal (Politiker, um 1397)

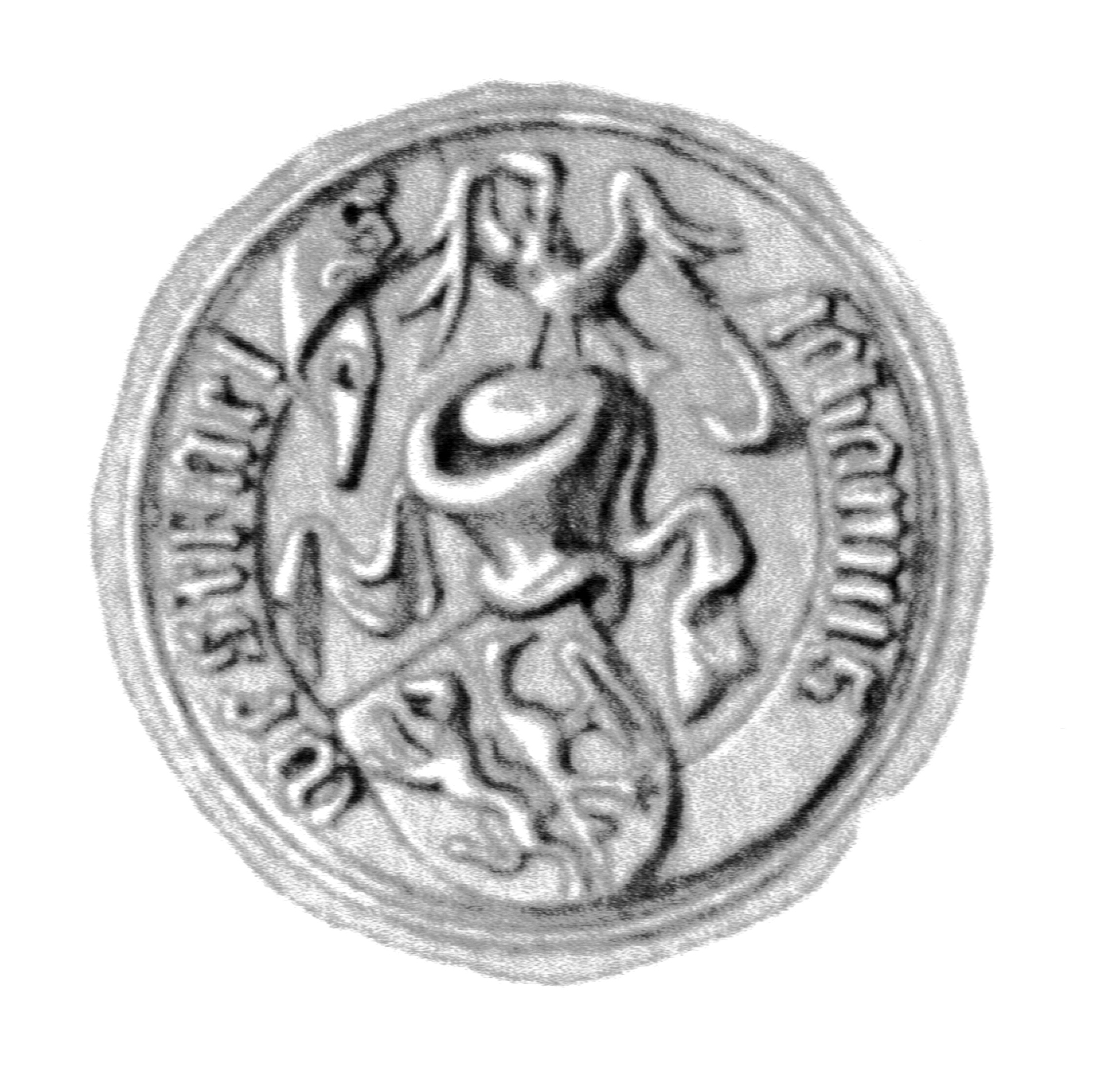
Siegel des Johann Westphal

Johann Westphal (* um 1397 in Lübeck; † 11. Juni 1474) war ein Bürgermeister der Hansestadt Lübeck.

## Familie
Westphal entstammte einer Lübecker Patrizierfamilie, die heute beispielhaft für die Machtkontrolle und den Einfluss der Lübecker Patrizierfamilien des Spätmittelalters im damaligen Bistum Lübeck steht. Er war der Sohn des Ratsmitglieds und Mitglieds der in Lübeck äußerst einflussreichen Zirkelgesellschaft Hermann Westphal. Sein Bruder war der Lübecker Bischof Arnold Westphal. Johann Westphal war verheiratet mit Margaretha von Calven, der Tochter des Bürgermeisters Wilhelm von Calven, und der Vater von Wilhelm Westphal, 1506 bis 1509 ebenfalls Bischof von Lübeck, sowie des Ratsherrn Heinrich Westfal. Seine Tochter Elisabeth heiratete den späteren Bürgermeister Heinrich Brömse.

## Werdegang
Johann Westphal wurde 1447 in den Rat der Stadt gewählt und von diesem 1461 zum Bürgermeister ernannt. Bereits 1445 war er in einer ersten diplomatischen Mission bei König Christian I. von Dänemark in Flensburg. Im Jahr 1458 reiste er zu Friedensverhandlungen zwischen den Königen von Polen und Dänemark nach Danzig. Gleichzeitig standen dort Streitschlichtungsversuche zwischen den Hansestädten Danzig und Riga an. Auch bei der Fortsetzung der Verhandlungen zwischen Dänemark und Polen 1459 in Lübeck wirkte er mit. Im Jahr 1460 vertrat er gemeinsam mit seinem Schwiegervater Wilhelm von Calven und Johann Lüneburg die Stadt bei den Gesprächen in Segeberg über die Übernahme Holsteins durch König Christian I. von Dänemark. 1461 vertrat er den Rat bei der Schlichtung eines Streits zwischen den Städten Wismar und Kolberg in Rostock. Zuletzt nahm er 1469 an den Friedensverhandlungen zwischen König Christian I. von Dänemark und König Karl VIII. von Schweden teil. In Testamenten Lübecker Bürger wird er mehrfach als Urkundszeuge aufgeführt.
Er war Mitglied der Zirkelgesellschaft.